# Historieta infantil
La historieta o cómic infantil es aquella dirigida específicamente a niños de corta edad. Tradicionalmente, el cómic ha sido un medio de comunicación dirigido a adolescentes, aunque no por ello han escaseado los genuinamente infantiles.

## Características
- Un matiz moralizante.[1]
- El uso de animales antropomorfos.

## Historia

### Orígenes
A principios del siglo XX, surgen revistas y suplementos infantiles como En Patufet (1904), O Tico-Tico (1905), Gente Menuda (1906), Corriere dei piccoli (1908), TBO (1917) y Billiken (1919).
Ya en los años 30, se dan a conocer autores como Juan Pérez del Muro (Las aventuras de Colilla y su pato Banderilla, 1929) o José Cabrero Arnal (Viajes extraordinarios del perro Top, 1935).

### La posguerra
En Argentina, aparece en 1945 Patoruzito, versión infantil de Patoruzú, con su propia revista.
En la España franquista, destacaron series como Anita Diminuta (1941) de Jesús Blasco, El Conejito Atómico (1953) de Antonio Ayné y sobre todo Pumby (1954) de Sanchis. Su revista homónima, lanzada por Valenciana en 1955, acabó siendo el tebeo más importante del mercado infantil español, superando a "Hipo, Monito y Fifí" y "Yumbo", que Cliper editaba desde 1953. Los periódicos también editaron suplementos infantiles como "La hora del recreo" (1953).
En Alemania fue muy importante Fix und Foxi (1953) y en los países francófonos, Bill y Bolita (1959).

### La decadencia
A partir de los años sesenta, se empezaron a imponer los personajes televisivos, aunque pueden destacarse revistas como la argentina Anteojito (1964) de Manuel García Ferré, la británica "Twinkle" (1968), la brasileña Mônica (1970) de Maurício de Sousa, la española Cavall Fort (1971) o la portuguesa Fungagá da Bicharada (1976).
Bruguera explora el mercado infantil con nuevas versiones de Cole Cole (1983) y Tío Vivo (1985), y series renovadoras como La Gorda de las Galaxias de Nicolás. Personajes francófonos como El pequeño Spirou (1987) o Titeuf (1992) son un gran éxito, y Los pitufos obtienen en 1989 su propia revista, Schtroumpf!.
En la prensa española, se publicaron suplementos infantiles como Pequeño País, con las series Mot y Goomer, ambas de 1988, y Gente Pequeña, con la extraña Días felices (1990) de Miguel Ángel Martín. En las revistas de Ediciones B aparecen Los Xunguis (1992) de Juan Carlos Ramis y Joaquín Cera.

### Una presencia testimonial
Al filo del nuevo siglo, el cómic escasea en las nuevas revistas infantiles (Top Disney, 1996, ¡Dibus!, 2000) en favor de las secciones dedicadas a los videojuegos o los dibujos animados, aunque pueden mencionarse series como Tom (1995) de Daniel Torres, Minimonsters  (2000) de David Ramírez. Las revistas y suplementos más clásicos, que incluyen una mayor proporción de historietas, como "Golfiño" (2000) o "Mister K" (2004), tuvieron una vida breve.